# Urslau
Die Urslau (auch Urslaubach, auch Urschlau) ist ein Gebirgsfluss und gleichnamige Talung im Salzburger Bezirk Zell am See (Pinzgau). Der 20 Kilometer lange Nebenfluss der Saalach bildet die Grenze zwischen Berchtesgadener Alpen und westlichen Dientener Bergen.

## Name
Der Fluss wurde erstmals 1260 als Vrslaẘ urkundlich erwähnt. Der Name leitet sich vermutlich mit -la-Suffix vom germanischen Wort *ursa mit der Bedeutung „Fluss“ ab.

## Lauf und Tallandschaft

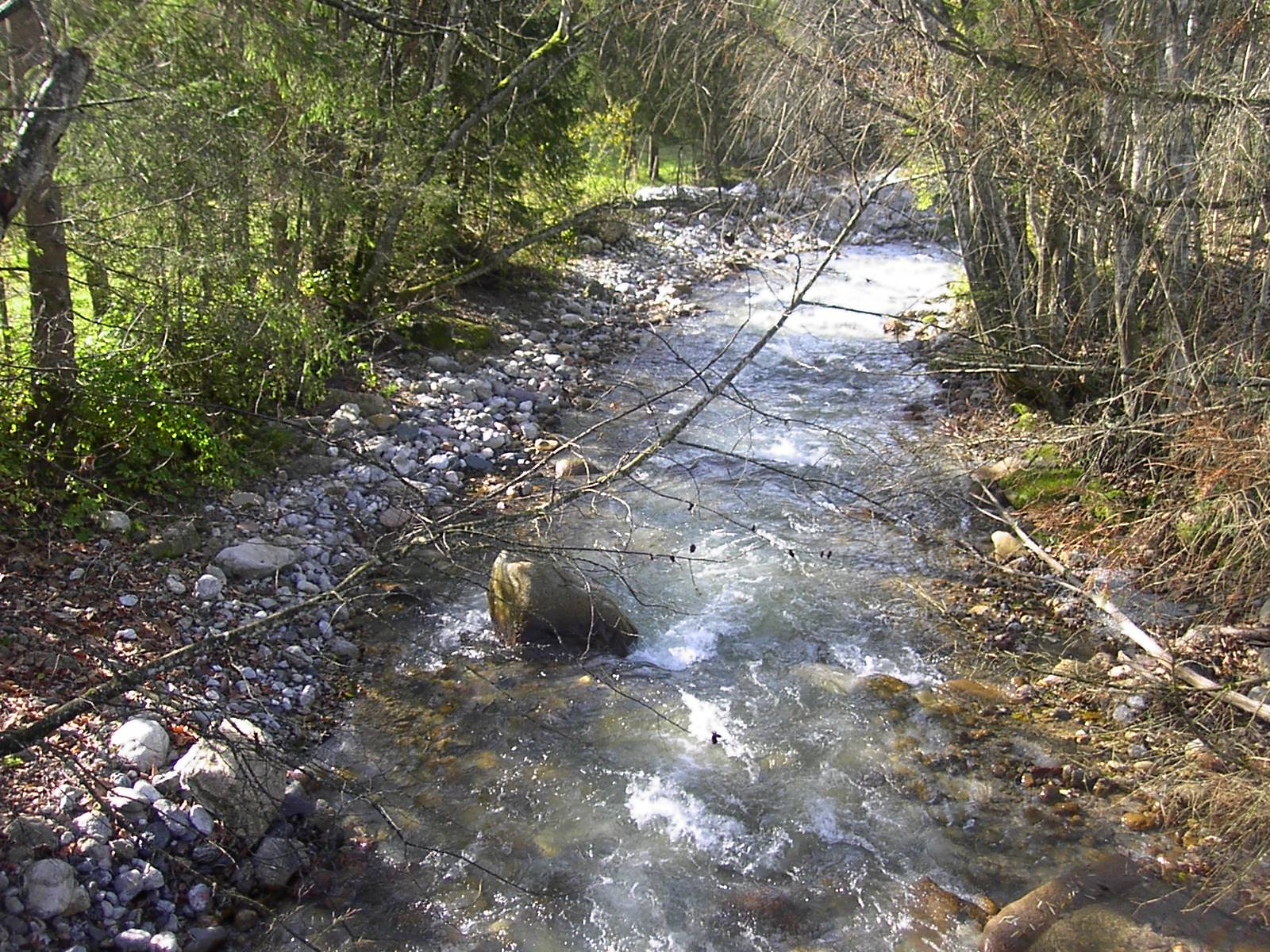
Die Urslau bei Hinterthal

Die Urslau entspringt  zwischen dem Hochkönigmassiv und dem Steinernen Meer, unterhalb des Bergeinschnitts der Hohen Torscharte (2293 m) und Brandhorn (2610 m) und Poneck (2570 m), im Bereich der Enzenalm. Neben dem Kamm Brandhorn–Hochseiler bildet der Plateaugletscher Übergossene Alm die Wasserscheidemauer zwischen dem Blühnbachtal bei Werfen und der Pinzgauer Urslau. Im Oberlauf strömt sie mit dem Schneekarbach vom Hochkönig zusammen und überwindet als Wildbach rasch viele Höhenmeter.
Ab Hinterthal, wo die Straße zum Filzensattel ansteigt, wird sie etwas ruhiger, fließt aber in engem Tal von besonderer landschaftlicher Schönheit. Hauptort des Urslautals ist Maria Alm am Steinernen Meer, wo sich das Tal ab dem Ortsteil Aberg zu weiten beginnt und Auencharakter gewinnt. Zahlreiche Bäche, wie Handlergraben (Reiterbach), Jetzbach vom Hundstein in Aberg, Krallerbach (Grießbach) von Selbhorn und Schönfeldspitze in Maria Alm, Pirnbach, Schwarzbach, sowie der Ablauf des Ritzensee speisen die Urslau.
Unterhalb von Maria Alm erreicht sie das Saalfeldener Becken, durchfließt gefasst und begradigt die Stadt Saalfelden (Jufersbach von der Ramseider Scharte), wo sie nordwestlich, in der Katastralgemeinde Uttenhofen, in die Saalach mündet (Drei-Flüsse-Eck mit der Leoganger Ache).

### Naturdenkmal Triefen

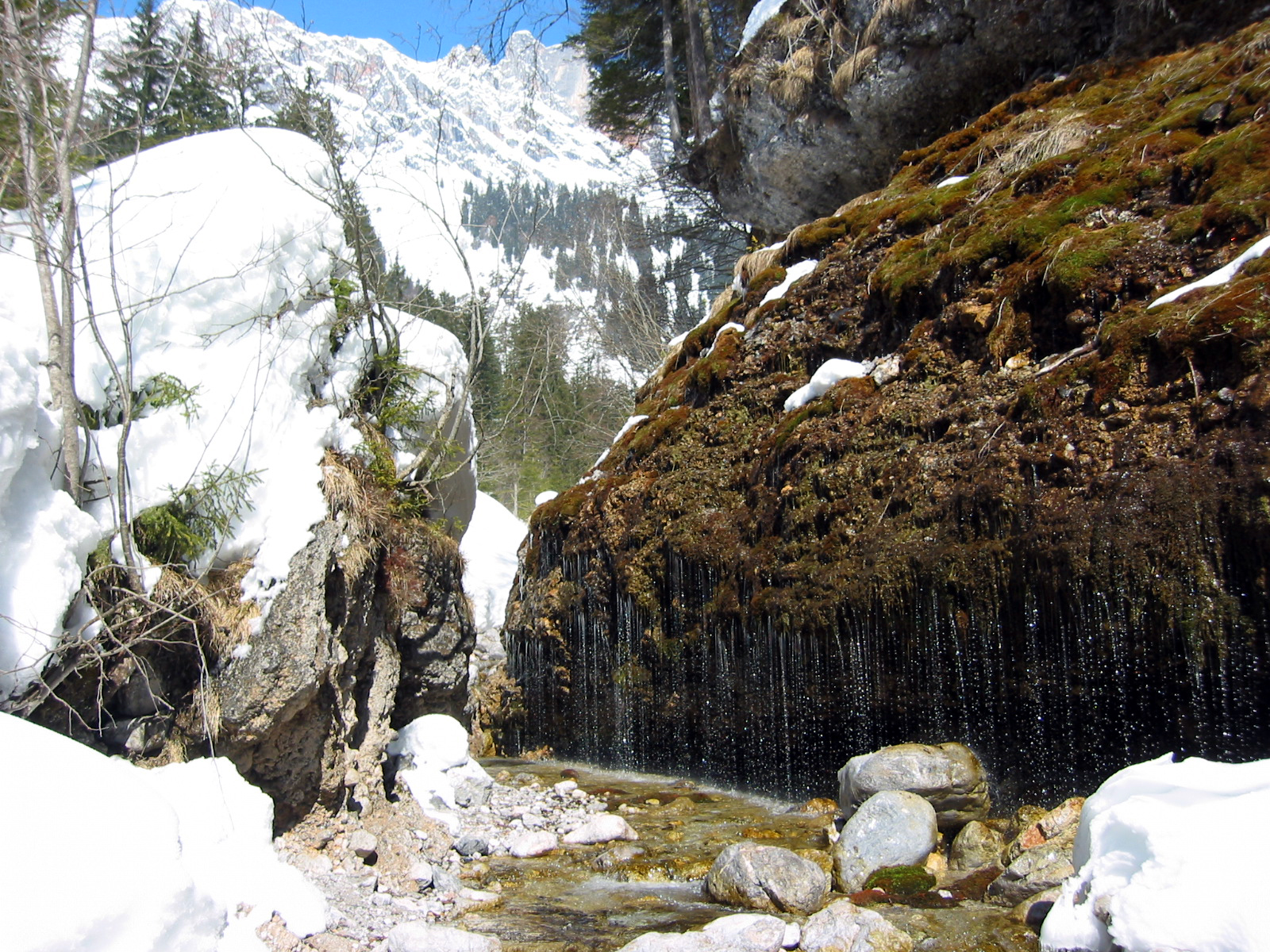
Die Triefen an der Urslau im Winter 2006

Etwa 30 bis 60 Gehminuten vom Eingang des Ortsteiles Hinterthal entfernt kann man das Schauspiel der Triefen (in Salzburger Mundart Triafnfall) bewundern. Die Urslau hat sich durch einen sehr harten Konglomeratkörper ihr Bachbett gegraben, durch den sich waagrecht ein Quellhorizont zieht. Diese geologische Besonderheit ermöglicht, dass Quellwasser auf Grund einer wasserundurchlässigen Gesteinsschicht etwa zwei bis drei Meter über dem Bachbett der Urslau an die Oberfläche gelangt und sich als Wasserfall der besonderen Art in Form eines 100 Meter langen Vorhanges aus unzähligen perlenden Wasserschnüren in die Urslau ergießt. Dieses Phänomen tritt unabhängig von der jeweiligen Witterung auf. Die permanente Präsenz von Wasser ermöglicht ein üppiges Wachstum zahlreicher Wasser liebender Pflanzen. 39 Laub- und 16 Lebermoosarten sowie 96 Farn- und Gefäßpflanzenarten sind bereits nachgewiesen worden. Wegen der Einzigartigkeit und der sehr großen Bedeutung der Naturerscheinung für die Ökologie, den Artenschutz, die Wissenschaft und die Landschaftsästhetik wurde die Triefen im November 2001 mit Bescheid der Salzburger Naturschutzbehörde zum Naturdenkmal nach dem Salzburger Naturschutzgesetz erklärt.

## Ereignisse
Am 12. August 2002 nachts brach ein Unwetter über den Pinzgau herein und verwandelte die Urslau in einen reißenden Bach. Im Gemeindegebiet Maria Alm trat sie bei der Thoraubrücke aus ihrem Bachbett, überflutete die Steegsiedlung massiv und beschädigte durch Verklausungen auch Teile der Ortschaft Maria Alm schwer. Maria Alm und Saalfelden wurden zum Katastrophengebiet erklärt. Mit aufwendigem Großgeräteeinsatz konnten die Schäden in Maria Alm auf 2,5 Mio. Euro begrenzt werden. Siehe dazu auch die Ausführungen im Artikel Saalfelden, Abschnitt 1996–2013.

## Touristische Erschließung

### Fischen in der Urslau

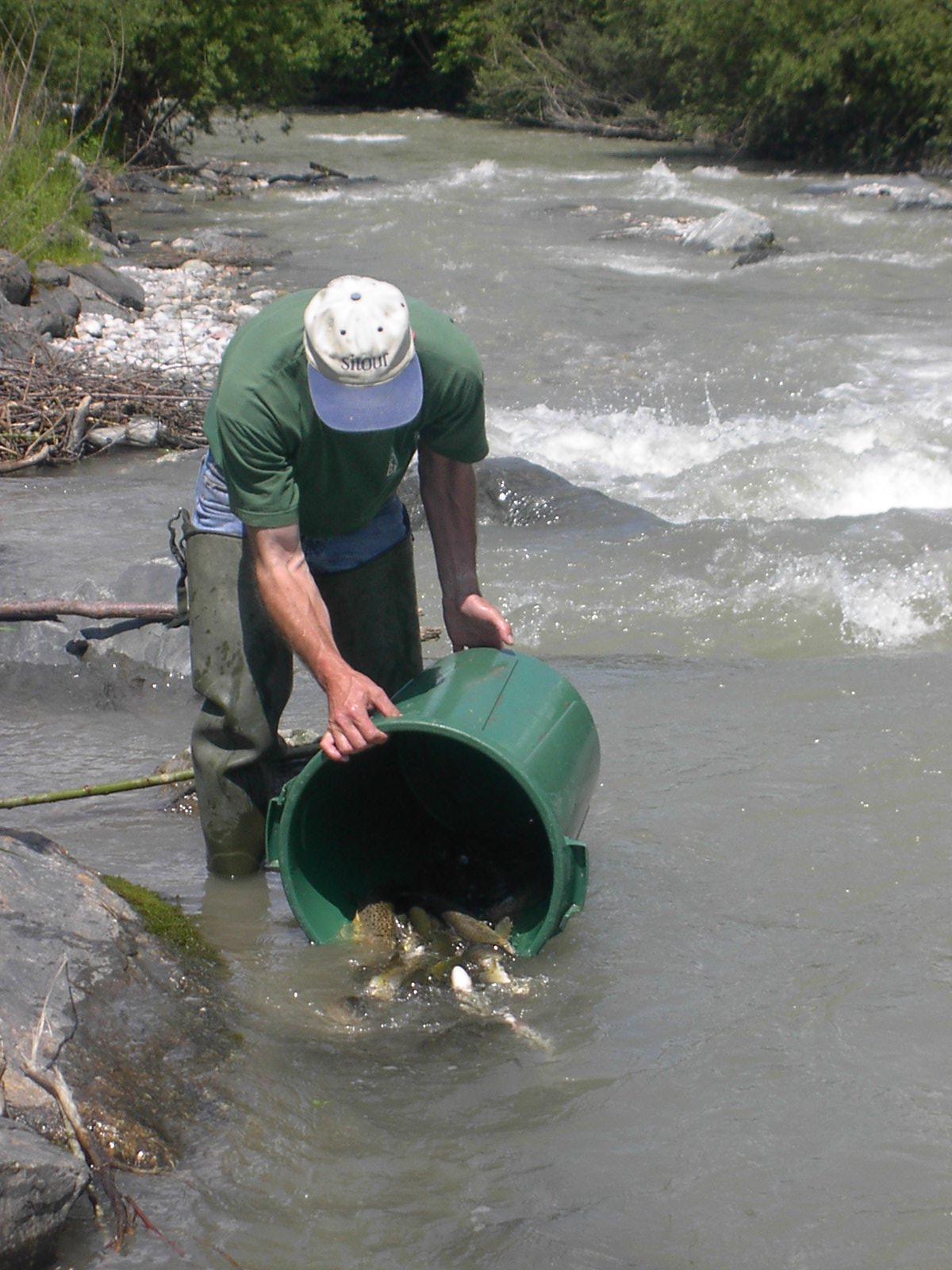
Fischbesatz in der Urslau im Frühjahr 2003 zwischen Maria Alm und Saalfelden

Nicht nur auf Grund ihres hohen Sauerstoffgehaltes kommen in der Urslau Fische wie Regenbogenforellen, Bachforellen und Saiblinge vor.
Bach- und Regenbogenforelle können befischt werden. Erlaubte Köder und Fanggeräte sind künstliche Fliege, künstlicher Spinnköder, natürliche Fliege, Grundangel und Schleppangel. Die Fischereirechte werden von zwei Privatpersonen gehalten und sind im Fischereibuch des Bundeslandes Salzburg eingetragen. Berechtigungen zum Fischfang werden fast ausschließlich über Pachtverträge vergeben. 
Die Jahresfischerkarte ist ausschließlich beim Landesfischereiverband Salzburg erhältlich. Für die Neuausstellung einer Jahresfischerkarte ist die erfolgreiche Ablegung der gesetzlichen Fischerprüfung nach dem Salzburger Fischereigesetz erforderlich. Der Nachweis der fischereifachlichen Eignung gilt auch als erbracht, wenn der Bewerber in einem anderen Bundesland oder Staat eine der Fischerprüfung gleichwertige Eignungsprüfung abgelegt oder andere Voraussetzungen erfüllt hat. Die Anerkennung der Gleichwertigkeit erfolgt durch die Landesregierung im Einzelfall oder durch Verordnung allgemein.
Die Saison dauert wegen der lange anhaltenden Schneeschmelze im Frühjahr, aber auch der jährlichen Gewitter in den Sommermonaten, nur wenige Monate.

### Laufen an der Urslau
In Saalfelden gibt es mit der Pestkreuzrunde eine 4,6 km lange ausgeschilderte Laufstrecke, die teilweise entlang der Urslau führt.